# メリッサ・ボローニャ
メリッサ・ボローニャ（Melissa Boloña、1989年12月28日 - ）はアメリカ合衆国コネチカット州出身の女優兼モデル。メリッサ・ボローナとの表記もある。 
映画『アクト・オブ・バイオレンス』や『ワイルド・ストーム』、『Malicious』、および『ドッグ・イート・ドッグ』に出演している。 

## 生い立ち
コネチカット州で生まれ、ニュージャージー州とペルーのリマで育つ。
12歳から演技を始める。幼い頃、母親に連れられて演技教室に通っていたが、勉学に集中するために演技教室に通うのは止めた。
パリで国際マーケティングを学ぶ一方で、真剣に演技に取り組み始め、学位のために勉強しながらも続けていた演技クラスに参加する。 卒業後、職業として演技を追求し始める。

## キャリア
女優デビューは、テレビ映画の『Grace of God』と『The Saint』。2015年の夏、『In Stereo』の劇場公開が、助演女優としての長編映画デビューを果たす。それ以来、定期的に映画に出演することで演技のキャリアを継続させている。最新の出演作は『The Final Wish』でのリサ役である。 
また、映画出演を続ける一方で、数多くの雑誌のモデルもしている。2013年には、モデルオーディションで20,000人の中から選ばれ、Beach Bunny Swimwearのモデルになる。Irina Shaykと共に撮影されたブランドのキャンペーンにも出演する。数多くの雑誌の表紙にも登場し、最近ではVanidadesで表紙を飾っている。 

## フィルモグラフィー

### 映画
| 年     | 題名                        | 役割                           |
| ------ | --------------------------- | ------------------------------ |
| 2014年 | Grace of God                | Cindy                          |
| 2015年 | Unarmed Forces              | Claire                         |
| 2015年 | To Whom It May Concern      | Jess                           |
| 2015年 | Shark Lake                  | Sara                           |
| 2015年 | In Stereo                   | Jennifer                       |
| 2016年 | I'll Be Home for Christmas  | Mrs. Ellis                     |
| 2016年 | The Saint                   | Guest star                     |
| 2016年 | Pair of Jacks               | Mrs. Ellis                     |
| 2016年 | The Neighbor                | Sarah                          |
| 2016年 | リベンジ・リスト            | ニュースレポーター             |
| 2016年 | Frat Pack                   | Amy                            |
| 2016年 | ドッグ・イート・ドッグ      | リナ                           |
| 2016年 | Cops and Robbers            | ニュースレポーター             |
| 2016年 | Billy Boy                   | Jules                          |
| 2017年 | The Year of Spectacular Men | Amythyst Stone                 |
| 2017年 | The Super                   | Dixie                          |
| 2017年 | Juvenile                    | Jules                          |
| 2017年 | The Institute               | Trudy                          |
| 2018年 | Malicious                   | Becky                          |
| 2018年 | アクト・オブ・バイオレンス  | ミア                           |
| 2018年 | ワイルド・ストーム          | サシャ・ヴァン・ディートリッヒ |
| 2018年 | Mara                        | Carly                          |
| 2019年 | The Final Wish              | Lisa                           |

### テレビ
| 年     | 題名                                    | 役割         |
| ------ | --------------------------------------- | ------------ |
| 2013   | Two Sides of Me                         | 彼女自身     |
| 2014年 | When Calls the Heart                    | Sarah        |
| 2014年 | Fox NFL Sunday                          | 彼女自身     |
| 2016年 | Flower Shop Mystery: Shipped in the Bud | Poppy Kirvoy |

### 慈善活動
2015年には、The New York Observerから若い慈善活動家の第一人者として認められた。